# Крутец (Саратовский район)
Крутец — деревня в Саратовском районе Саратовской области России. С апреля 2021 года входит в состав городского округа город Саратов.

## География
Расположена на юго-западе Саратовского района. Расстояние до административного центра села Синенькие - 9 км, до областного центра составляет 36 км. С городом Саратов деревня связана автодорогой с твёрдым покрытием. В населённом пункте расположены две улицы: Набережная и Садовая. Также к территории деревни относятся территории одиннадцати садовых некоммерческих товарищества.
Деревня Крутец, как и вся Саратовская область, находится в часовой зоне МСК+1. Смещение применяемого времени относительно UTC составляет +4:00.

## Население
| 2010 |
| ---- |
| 9    |

На 1 января 2020 год в деревне проживало 10 человек, по национальному составу все русские. 